# ゲームフィッシュ
ゲームフィッシュ（gamefish、クウォリー quarry）とは、一種のスポーツとして釣り人が狙う対象魚で獲物を意味する。淡水魚も海水魚もその対象の魚となる。食用にされることもあるが種を保存するためやその種を増やすためキャッチアンドリリースされることもある。ゲームフィッシュの対象魚のなかには、販売目的で釣られる魚もあり、特に鮭類、鱒類などが有名である。